# Zunacetha albibasis
Zunacetha albibasis är en fjärilsart som beskrevs av W. Warren 1907. Zunacetha albibasis ingår i släktet Zunacetha och familjen tandspinnare. Inga underarter finns listade i Catalogue of Life.